# Бремен (лайнер)
Бремен (нем. Bremen) — немецкий трансатлантический лайнер, построенный для компании «Северогерманский Ллойд». В 1929 году был использован для отвоевания «Голубой Ленты Атлантики» у британского лайнера «Мавритания», который удерживал её 20 лет.

## Конструктивные особенности

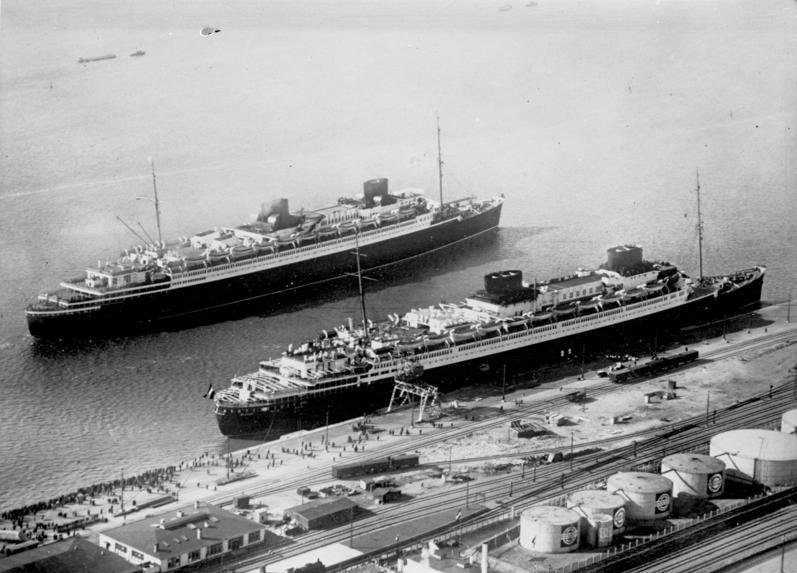
«Бремен» (дальний) и «Европа» (ближняя)

Судно было построено для отвоевания Голубой ленты Атлантики. Внешне лайнер был обновлен: его корма была сконструирована в форме ложки, большой 50 000-тонный лайнер имел лишь две дымовые трубы. Другая интересная особенность состояла в том, что ширина судна была больше, чем у любого другого лайнера-скорохода того времени — 31 метр. Многие полагали, что судно слишком широкое для гонки за скорость. До этого момента все суда, которые претендовали на титул самого быстрого, строились узкими. 
Новые технологии принесли на борт «Бремена» несколько новых изобретений. Например, на судне был автопилот, названный «Металлическим Майком». Автопилот мог вести судно даже в самую плохую погоду. Также на судне использовался новый шведский измеритель скорости. Этот прибор состоял из трубки в днище судна, в которую попадала забортная вода. Трубка была соединена с колёсиком, по оборотам которого и вычислялась скорость.

Профиль «Бремена»

Безопасность океанских лайнеров была на первом месте после трагической гибели «Титаника» в 1912 году. «Бремен» соответствовал всем современным требованиям безопасности. На верхней прогулочной палубе, по длине всей надстройки, стояли спасательные шлюпки. Каждая шлюпка была моторной. Топливные баки шлюпок всегда были заполнены, учения по безопасности проводились почти каждый день. В этих шлюпках могли поместиться 3848 человек, на 800 человек больше вместимости судна. Плюс к спасательным шлюпкам на лайнере было несколько плотов и резиновых лодок.
Двигатели «Бремена» и «Европы» были самыми мощными в мире на момент постройки. Они состояли из четырёх турбин по 25 000 лошадиных сил каждая, общей мощностью в 100 000 л. с., что было на 30 000 сил больше, чем у «Мавритании». Электричество вырабатывалось отдельным дизельным двигателем.
Руль судна также был новинкой. В то время как рули старой конструкции представляли собой плоскую стальную пластину, руль новых немецких лайнеров был полым, а полость была заполнена клеем и пробкой. Таким образом, руль был намного легче, и у кормы лайнера не было дополнительной нагрузки.
Так же, как и на «Иль де Франс», на «Бремене» была установлена палубная катапульта типа К2 для почтового самолёта. Чтобы быть самым быстрым судном, лайнер должен был также быстро переправлять почту через Атлантический океан. Самолёт стартовал с палубной катапульты на расстоянии до 1200 км (750 миль) от пункта прибытия, что позволяло ускорить доставку почтовых грузов до 24 часов. Эксперименты с авиационной доставкой почты начали проводить в 1929 году. Так с помощью катапульты типа K2 с Бремена, когда судно находилось на расстоянии 400 км (250 миль) от Нью-Йорка был запущен Heinkel HE 12. Через 2,5 часа самолёт достиг пункта назначения. На следующий день самолёт уже вернулся на лайнер. Дальнейшее развитие НЕ 12, самолёт Heinkel He 58, уже эксплуатировался в данной конфигурации на коммерческой основе, совершив в 1931 году 15 рейсов, а в 1932 году ещё 18 рейсов. В 1932 году авиакомпания Lufthansa заказала фирме Junkers постройку более совершенной машины. Новый самолёт был спроектирован фирмой Junkers, построен весной 1932 года и под обозначением Ju 46 несколько лет применялся на судне.

## История

### Предпосылки к созданию
Когда закончилась Первая мировая война, у стран-участниц не хватало средств на восстановление своего коммерческого флота. Больше всего в этом была заинтересована Германия, которая, согласно Версальскому соглашению, передала практически весь свой коммерческий флот странам-победителям Первой мировой войны. И если последние могли восстановить свой флот немецкими репарациями, то Германии предстояло начать воссоздавать флот с нуля. После того как трио класса «Император» было передано США и Великобритании, от немецкого торгового флота остался только старый «Deutschland», построенный ещё в 1900 году.
В 1927 году Франция построила самый красивый лайнер в мире — «Иль де Франс». Тот факт, что Германия проиграла войну, заставлял немецкую общественность чувствовать себя ещё хуже. Тогда было решено снова вступить в гонку на Североатлантическом маршруте. Вместо того чтобы гнаться за размерами и роскошью, Германия решила бороться за Голубую Ленту Атлантики. Спустя 20 лет Лента сменит хозяина.

### Строительство, спуск на воду

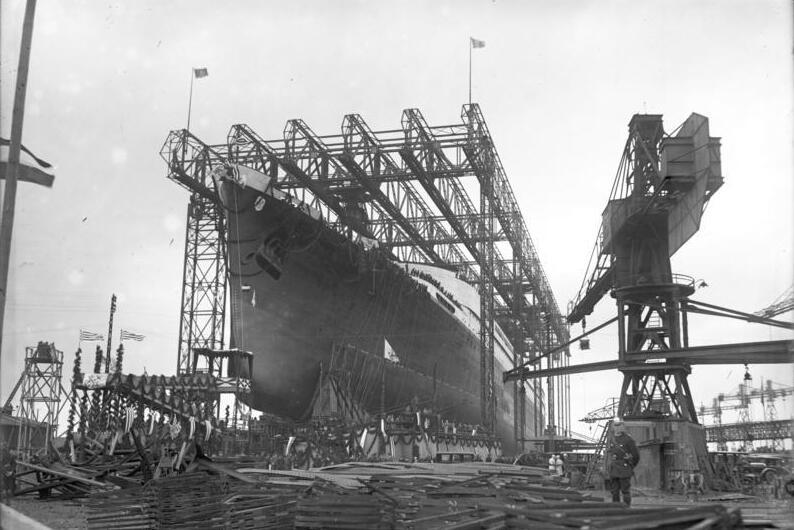
«Бремен» на верфи.

Было принято решение о постройке двух больших лайнеров компанией «Северогерманский Ллойд». Суда должны были быть достаточно быстрыми, чтобы побить рекорд «Мавритании», а также достаточно роскошными, безопасными и большими. Назвать суда решили «Бремен» и «Европа». Соответственно «Бремен» решили строить в Бремене, а «Европу» — в Гамбурге. Причина, по которой суда строили в разных местах, заключалась в том, что Германия хотела ввести лайнеры в состав флота в одно и то же время. Первым из двух судов должны были закончить «Европу», но из-за пожара во время отделки, ввод в строй «Европы» был отложен на 10 месяцев.
Было запланировано, что не только «Бремен» и «Европа» будут работать на маршруте между Германией и Америкой. Третье судно должно было превратить дуэт в трио, а именно «Колумб», судно, которое первоначально должно было называться «Гинденбург», брат британского «Гомерика».
В августе 1928 года «Бремен» был спущен на воду. Снова Германия могла утверждать, что обладает главным судном Атлантики. Но вопрос о том, сможет ли «Бремен» отвоевать «Голубую Ленту Атлантики», был все ещё открыт. Для немецкой общественности было бы большим разочарованием, если бы «Мавритания» могла удержать «Ленту».

### Первый рейс. Карьера

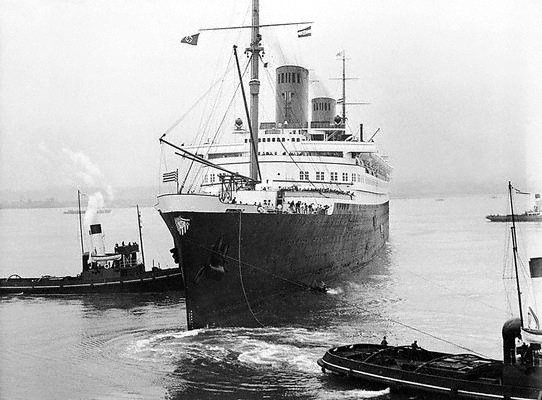
«Бремен» в 1935 году.

16 июля 1929 года «Бремен» отправился в свой первый трансатлантический рейс Бремерхафен — Нью-Йорк. Когда он достиг Нью-Йорка (плавучего маяка Эмброуз) за 4 суток 17 часов и 42 минуты (считая от Шербура), средняя скорость составила 27,83 узла, и лайнер завоевал «Голубую ленту Атлантики».
«Бремен» стал одним из самых популярных судов на Северной Атлантике. В 1930 году к нему присоединилась однотипная «Европа». Она побила рекорд брата в западном направлении, пройдя участок Шербур — плавучий маяк Эмброуз за 4 суток 17 часов и 6 минут, показав среднюю скорость 27,91 узла. Судно служило Северогерманскому Ллойду до начала Второй мировой войны, совершив за 10 лет службы 190 рейсов. Во время южноамериканского круиза в феврале 1939 года «Бремен» стал крупнейшим судном, прошедшим Панамский канал. В гавани Нью-Йорка пирс, у которого швартовался немецкий лайнер, был местом частых антинацистских выступлений.

### Война
26 августа 1939 года Кригсмарине издало приказ всем немецким судам вернуться в немецкие порты. «Бремен» в это время направлялся в Нью-Йорк и капитан Адольф Аренс решил не прерывать плавание. 28 августа лайнер доставил 1770 пассажиров и два дня спустя, 30 августа, заправившись, без пассажиров, но после интенсивных проверок и инспекций, вышел в море.
1 сентября, с началом вторжения в Польшу, был получен приказ следовать в Мурманск, куда «Бремен» прибыл 6 сентября, отправив по прибытии большую часть команды в Германию железной дорогой. «Бремен» на всём пути преследовался британскими военными кораблями, однако воспользовался туманной погодой, при этом на его трубах были нанесены опознавательные знаки советского торгового флота.
С началом советско-финской войны Мурманск стал небезопасным местом, и судно получило приказ прорываться домой. Выйдя 6 декабря в сопровождении военных кораблей советского Северного флота, уже 13 декабря лайнер пришёл в Бремерхафен.
В пути лайнер был обнаружен английской подлодкой «Салмон», однако сопровождавший Do-18 заставил её погрузиться, и командир лодки решил не продолжать атаку.
Когда «Бремен» прибыл в Германию, власти решили поставить судно на прикол. Сначала и «Бремен», и «Европа» должны были стать вооружёнными крейсерами, но из-за размеров их решили переделать в транспортные суда.

### Гибель лайнера
В марте 1941 года, судно было пришвартовано в Бремерхафене, где по вине одного из членов экипажа на борту корабля возник пожар. Огонь быстро распространился, сотрудники отдела ЧС порта не смогли найти способ тушения. Судно было слишком сильно повреждено, и его пришлось списать. Лайнер был отправлен на металлолом, где и прекратил своё существование в середине 50-х годов XX столетия.